# 杉山僧正
杉山 僧正（すぎやま そうじょう）とは、平田篤胤の異界探究の論考の一つである仙境異聞に描かれる中枢的神々の一柱、仙童寅吉物語の中に、高山寅吉の師翁である神仙として登場する。

## 概要
「阿波礼大神達篤胤が身命は既に大神達に奉りて其御道の尊き謂を世人に普く知らしめむと瞬く間も忘るる事なく此学びに仕奉る負気なき志を哀れと照覧はし　雨ともなり風ともなり御親神の道を伝へむ。」
篤胤は自説の霊能真柱や古道を自家薬籠中のものとなし、記紀の中で語られる神々の存在を実在と信じ、それらの神々の綾なす物語の事跡に思いを馳せ深く信奉していた。 
平田篤胤の毎朝神拝詞は「最初文化十三年刻成の折本を用いたまへるが、次々趣意を増加して終に文政四年(篤胤46歳)より此の詞に改めたまへり」とある。 
祝詞文の中に眞篶刈信濃國伊都速伎浅間山に鎮坐須磐長姫神爾副弖守良須「日日津高根王命」とある此の神が杉山僧正の別称であるとした。
「此の神は非常に厳格で厳しくはあるが慈愛深く、求道に勤しむ輩を恒に見守り、常に信愛して幽導なされるお方であり、仙童寅吉こと(嘉津間)が師として仕へたりし山神にて、寅吉に幽界の事を知らしめたりし由なるが、常には此の信濃の浅間の嶽に坐せりとぞ。」
異界の有様を寅吉に聞き質して口述筆記した平田篤胤が後に編纂したものが仙境異聞二巻であり、これは上篇三巻　下篇の　「仙童寅吉物語二巻」　「神童憑談畧記一巻」「七生舞の記一巻」の四部構成に成っており、門人の纏めた記録や寅吉の口述見解も含まれている。
「仙童寅吉物語」の正式な書名は「嘉津間答問」であり、「嘉津間」とは寅吉が山神から授かった幽名である。 
現今平田宗家に秘蔵されている此の神の絵図とは、幽境と現界を行き来した寅吉少年の語る奇想天外な異境の物語に登場する高根の神の事で、その内容に信憑性があると確信した篤胤が、寅吉に懇願して幽冥界からご許可を戴き、しかる後文政4年3月少年の口述を導に絵師芹沢洞栄に頼み描かしたもので、その僧正の装いは束帯と同じさまであり、黒衣である。図中における杉山僧正の巌の下には牝鹿が稲をくわえて捧げるような様子で、神々しい絵姿となっている。この高根の神の肖像絵図は平田宗家の宝物として大切に保管されたものであったが、絵師の弟子の一人多田屋新兵衛が模写した
絵図が手許から流失し日本橋四日市の上総屋という書肆に売り渡していた。店主が軸物を店内に飾った其の日に房総の平田門下・宮負定雄(やすお)が天保7年11月17日江戸の平田宗家に出向の途次に立ち寄り、偶然見出して購い、その掛け軸を持参し師にその経緯を報告すると、篤胤はそれは天授であると申された。師の許可を受けて郷里へ持ち帰り松沢村の自宅に大切に斎奉るが、或る日を境に此の巻物を紛失してしまうこととなる。(国立歴史民俗博物館　平田篤胤資料目録[6]参考に付す)
この絵巻は学研エソテリカ第42号の「神仙道の本」の表紙や、平凡社版：別冊太陽の「平田篤胤」平田神道宗家当主米田勝安・荒俣宏編、対談集「よみがえるカリスマ平田篤胤」の中にも掲載されている。 
杉山僧正に関しては、篤胤の編集した仙境異聞や土佐潮江天満宮の神官宮地堅磐が記録した幽界出入日記、「異境備忘録」に記載されている記事などを紐解くことによってその存在が更に浮き彫りにされることとなる。